# Mike Corrigan
Michael Douglas Corrigan (Ottawa, 11 gennaio 1946) è un allenatore di hockey su ghiaccio ed ex hockeista su ghiaccio canadese.

## Carriera

### Giocatore
Corrigan giocò a livello giovanile per due stagioni con i Toronto Marlboros nell'Ontario Hockey Association. Esordì fra i professionisti nella primavera del 1966 giocando per un anno nell'organizzazione dei Toronto Maple Leafs in particolare con le maglie dei Rochester Americans in American Hockey League e dei Tulsa Oilers nella Central Hockey League.
Nell'estate del 1967 in occasione dell'NHL Expansion Draft Corrigan fu selezionato dai Los Angeles Kings, formazione con cui fece il proprio esordio in National Hockey League. Rimase a Los Angeles per tre stagioni dividendosi fra la prima squadra e la formazione affiliata in American Hockey League degli Springfield Kings.
Nel 1970 Corrigan fu scelto nuovamente durante l'NHL Expansion Draft da parte dei Vancouver Canucks restandovi per poco più di un anno prima di fare ritorno ai Kings. Rimase a Los Angeles per altre cinque stagioni arrivando nella stagione 1972-73 al massimo in carriera con 67 punti in 78 partite di stagione regolare. Concluse la carriera da giocatore nel 1978 dopo due stagioni trascorse con i Pittsburgh Penguins.

### Allenatore
Dopo il ritiro da giocatore Corrigan fece parte per quattro anni dello staff dei Pittsburgh Penguins nella veste di vice allenatore.